# Paral·lel 5° sud
El paral·lel 5° sud és una línia de latitud que es troba a 5 graus sud de la línia equatorial terrestre. Travessa l'oceà Atlàntic, l'Àfrica, l'Oceà Índic, el Sud-est Asiàtic, l'Australàsia, l'Oceà Pacífic i Amèrica del Sud.

## Geografia
En el sistema geodèsic WGS84, al nivell de 5° de latitud sud, un grau de longitud equival a 110,899 km; la longitud total del paral·lel és de 39.924 km, que és aproximadament 99,6% de la de l'equador, del que es troba a 553 km i a 9.449 km del pol Sud

## Arreu del món
A partir del Meridià de Greenwich i cap a l'est, el paral·lel 5° sud passa per: 
| Coordenades                             | País. Territori o mar | Notes |
| --------------------------------------- | --------------------- | --- |
| 5° 0′ S, 0° 0′ E / 5.000°S,0.000°E      | Oceà Atlàntic         | |
| 5° 0′ S, 11° 59′ E / 5.000°S,11.983°E   | Rep. del Congo        | Per uns 7 km |
| 5° 0′ S, 12° 2′ E / 5.000°S,12.033°E    | Angola                | Província de Cabinda |
| 5° 0′ S, 12° 38′ E / 5.000°S,12.633°E   | R.D. del Congo        | |
| 5° 0′ S, 29° 7′ E / 5.000°S,29.117°E    | Llac Tanganyika       | |
| 5° 0′ S, 29° 46′ E / 5.000°S,29.767°E   | Tanzània              | |
| 5° 0′ S, 39° 8′ E / 5.000°S,39.133°E    | Oceà Índic            | Canal de Pemba |
| 5° 0′ S, 39° 40′ E / 5.000°S,39.667°E   | Tanzània              | Illa de Pemba |
| 5° 0′ S, 39° 52′ E / 5.000°S,39.867°E   | Oceà Índic            | Passa a través de les illes Almirall, Seychelles · Passa al sud de Mahé, Seychelles · Passa al nord de l'atol Peros Banhos, Territori Britànic de l'Oceà Índic                                                                                 |
| 5° 0′ S, 103° 45′ E / 5.000°S,103.750°E | Indonèsia             | Illa de Sumatra |
| 5° 0′ S, 105° 52′ E / 5.000°S,105.867°E | Mar de Java           | Passa per nombroses illes petites d' Indonèsia |
| 5° 0′ S, 119° 28′ E / 5.000°S,119.467°E | Indonèsia             | Illa de Sulawesi |
| 5° 0′ S, 120° 18′ E / 5.000°S,120.300°E | Mar de Banda          | Golf de Boni - Passa al nord de l'illa de Kabaena, Indonèsia |
| 5° 0′ S, 122° 23′ E / 5.000°S,122.383°E | Indonèsia             | Illes de Muna i Buton |
| 5° 0′ S, 122° 57′ E / 5.000°S,122.950°E | Mar de Banda          | Passa per nombroses illes petites d' Indonèsia |
| 5° 0′ S, 137° 15′ E / 5.000°S,137.250°E | Indonèsia             | Illa de Nova Guinea |
| 5° 0′ S, 141° 0′ E / 5.000°S,141.000°E  | Papua Nova Guinea     | Illa de Nova Guinea |
| 5° 0′ S, 145° 47′ E / 5.000°S,145.783°E | Oceà Pacífic          | Mar de Bismarck, passa per nombroses illes petites de Papua Nova Guinea |
| 5° 0′ S, 151° 15′ E / 5.000°S,151.250°E | Papua Nova Guinea     | Illa de Nova Bretanya |
| 5° 0′ S, 151° 57′ E / 5.000°S,151.950°E | Oceà Pacífic          | Mar de Salomó · - Passa al sud de l'illa de Nova Irlanda, Papua Nova Guinea · - Passa al nord de Buka, Papua Nova Guinea · Una part sense nom de l'oceà · - Passa al nord d'Ontong Java, Illes Salomó · - Passa al sud de Nikumaroro, Kiribati |
| 5° 0′ S, 81° 4′ O / 5.000°S,81.067°O    | Perú                  | Piura |
| 5° 0′ S, 79° 3′ O / 5.000°S,79.050°O    | Equador               | Per uns 4 km al punt més meridional del país |
| 5° 0′ S, 79° 0′ O / 5.000°S,79.000°O    | Perú                  | Cajamarca Amazonas Loreto |
| 5° 0′ S, 72° 35′ O / 5.000°S,72.583°O   | Brasil                | Amazonas Pará Maranhão Piauí Ceará Rio Grande do Norte |
| 5° 0′ S, 36° 50′ O / 5.000°S,36.833°O   | Oceà Atlàntic         | |